# Hussein Mohamed Farrah
Hussein Mohamed Farrah (o Farah o Fara) junior (somali: Xuseen Maxamed Faarax; àrab: حسين محمد فرح, Ḥusayn Muḥammad Faraḥ), àlies Aydid o Aidid (somali: Caydiid; àrab: عيديد, ʿAydīd), és un senyor de la guerra de Somàlia, fill del famós general i autoproclamat president Muhammad Fara Hassan, àlies Aydid. Va néixer el 16 d'agost de 1962 a Beledweyne. El 1976 el seu pare es va divorciar de la mare i aquesta i els cinc fills van emigrar a Amèrica, al sud de Califòrnia, on va estudiar i es va graduar a la Covina High School, a Covina, Califòrnia, el 1981.
El 1987 va ingressar a l'acadèmia de marines on es va especialitzar com artiller però va deixar el servei actiu al cap de pocs mesos i va passar a la reserva servint a la base de la reserva a Pico Rivera, Califòrnia com artiller de bateria B del 14 regiment de marines. Esdevingué ciutadà americà i va romandre als Estats Units fins als 30 anys.
El 1992 Estats Units el va mobilitzar per la missió "Retornar l'Esperança" que es feia a Somàlia. Va servir com intèrpret (era l'únic marine que parlava somali) i enllaç amb el seu pare però a les tres setmanes fou enviat de retorn als Estats Units (gener 1993) per les males relacions amb els americans i l'ONU.
El 1995 va viatjar a Somàlia i es va unir al seu pare essent col·locat a les més altes posicions dins l'organització paterna, el Congrés de la Somàlia Unificada-Aliança Nacional Somali. Va participar activament en els combats al sud del país especialment la conquesta de Baidoa (setembre del 1995). El 2 d'agost del 1996, va morir el seu pare amb un enfrontament amb milicians del vicepresident del Congrés de la Somàlia Unificada, Atto (que tenia la seva pròpia milícia) i el dia 4 els caps del clan habar gedir el van nomenar cap del grup i president nominal de Somàlia amb només 33 anys assolint també la direcció de l'Aliança Nacional Somali.
El setembre de 1996 va negociar amb l'ONU sobre aspectes del llegat polític del seu pare, en l'eventualitat d'una tornada de les forces de pau i l'ajut humanitari
El 17 de desembre, de 1996, el seu rival Ali Mahdi Mohamed va atacar els seus quarters a Mogadiscio i la lluita va durar cinc dies sense resultats decisius per cap bàndol, deixant 135 morts.
Va participar en la conferència de Sodere amb el seu rival Ali Mahdi Muhammad (3 de gener de 1997) que no va arribar a cap acord positiu. El 22 de desembre de 1997, per la declaració del Caire va renunciar a la presidència al mateix temps que el seu rival en el primer gest cap a la reconciliació en 7 anys.
El 30 de març de 1998, Ali Mahdi Mohamed i Hussein Aydid van arribar per fi a un acord de pau que establí compartir el poder a Mogadiscio.
El 23 de febrer de 1999 milícies que li eren lleials van matar 60 civils a Baidoa i Daynunay.
Hussein Aydid no va participar en el procés d'Arta (Djibouti) l'any 2000 que va formar l'Assemblea Nacional de Transició que va nomenar un Govern Nacional de Transició (GNT), accusing it of "harboring militant Islamist sympathizers." i va formar un govern rival el 2001 anomenat Consell de Reconciliació i Restauració de Somàlia (CRRS) amb les faccions aliades i altres faccions oposades al GNT.
En aquest temps va advertir al president americà George W. Bush que la companyia somali Al-Barakat tenia vincles amb els terroristes que havien organitzat els atemptats de l'11 de setembre de 2001, però més tard una comissió d'investigació va determinar que la informació no era correcta; també deia que a Somàlia hi havia simpatitzants d'Osama bin Laden i Al-Qaeda. Ell també advertí que militants islamistes pakistanesos estaven actius a Mogadiscio i altres ciutats de Somàlia i que mantenien forts lligams amb Al-Itihaad al-Islamiya."
El juliol del 2003, en el marc de la Conferència Nacional de Reconciliació Somali a Kenya, el TNG i el CRRS van arribar a un principi d'acord pel qual el TNG acceptava el nombre de parlamentaris proposat pel SRRC i aquest aprovava la inclusió dels politics proposats pel TNG
Finalment el 2004 va participar en el Parlament Federal de Transició i després en el Govern Federal de Transició (GFT). El 13 de maig del 2005 fou nomenat vice primer ministre del govern i ministre de l'Interior; aquest darrer càrrec el va deixar el 7 de febrer de 2007 per assolir la cartera d'habitatge i obres públiques en la reorganització ministerial feta pel primer ministre Ali Mohamed Ghedi
Les seves milícies foren derrotades pels islamistes de la Unió de Corts Islàmiques entre el febrer i el 5 de juny de 2006 quan finalment van ocupar Mogadiscio. Hussein Aydid va fugir cap a Etiòpia però va poder tornar amb les forces de l'exèrcit etíop que protegia al GFT, quan aquestes van reconquerir la ciutat (29 de desembre del 2006).
El 13 de maig del 2007 fou destituït com a vice primer ministre sota l'acusació d'estar inactiu en aquesta responsabilitat. Poc després Aydid junior va fugir a Eritrea on va acusar Etiòpia de genocidi i va reclamar el final de l'ocupació militar etíop. El setembre de 2007 va formar una aliança amb les Corts Islàmiques de Somàlia, que es va dir Aliança pel Nou Alliberament de Somàlia, on se li va concedir a la seva gent el 25% dels càrrecs dirigents.